# Gheraert van Cuuc
Gheraert van Cuuc (16e eeuw) was een Zuid-Nederlands geneesheer-chirurgijn in Brugge en in Antwerpen.

## Levensloop
Al dan niet in Brugge geboren, werd Van Cuuc gezworen meester-chirurgijn in deze stad. Hij trad er heldhaftig op tijdens de pestepidemieën van 1524 en 1530.
In 1531 werd hij veroordeeld op beschuldiging van verkrachtingen en werd voor vijftig jaar verbannen. Hij ging in Antwerpen wonen en werkte er verder als arts. Hij publiceerde er een handboek over de bestrijding van de pest, die hij ondertekende als Meester Gheraert van Kuck, chirurgyn van de vermaerde coopstad van Brughe.

## Publicatie
- Hier beghint een cleyn tractaetken van die epidemia ofte van die pestilentie, dat seer profytelijk is voor die ghene die met dese sieckte ommegaen, ende voor alle persoonen, gheestelijc ende weerlyck, omme te weten hoe dat sy hen wachten sullen ende beschermen voor deze plaeghe der pestilentie (...), Antwerpen, 1558.